# Robin Williams (rugbista)
Robin John Williams (Pontypool, 1950 – 19 ottobre 2018) è stato un rugbista a 15 gallese.

## Biografia
Da allievo dell’Abersychan School di Pontypool rappresentò il Galles a livello studentesco; nel 1969 fu nella rappresentativa di contea del Monmouthshire che batté il Sudafrica in tour 14-8 contribuendo con una trasformazione e tre piazzati (11 punti) e successivamente fu al Cardiff RFC.
La sua principale qualità era quella di saper calciare con entrambi i piedi e di avere un tiro preciso dalla lunga distanza (in un incontro di campionato nel 1973 piazzò tra i pali da circa 55 metri).
Tra il 1971 e il 1972 fu convocato nel Galles B contro Francia e Canada ma all’epoca la Federazione non conferì presenze ufficiali internazionali per tali incontri; nel 1974-75 segnò 517 punti per Pontypool in una singola stagione, record ancora insuperato.
Nel 1975 seguì un’offerta di lavoro in Italia e ottenne la licenza per essere tesserato dal Brescia fresco campione d’Italia con cui, nella sua prima stagione, pur perdendo lo scudetto all’ultima giornata, si impose come miglior realizzatore con 207 punti; dopo una stagione di ritorno in Galles fu nuovamente a Brescia dal 1977 al 1980, vincendo nel 1979 la classifica marcatori con 249 punti e marcandone in totale 746 fino a quando la rottura del tendine di Achille non mise fine alla sua esperienza nella squadra del capoluogo.
Rimase in Lombardia fino al 1982, contribuendo alla prima storica promozione in serie A del Calvisano.
Nel 2007 fu colpito da aneurisma e curato in terapia intensiva nell’ospedale del suo villaggio di residenza in Cornovaglia; undici anni più tardi dovette essere operato per le conseguenze di tale aneurisma ma le complicazioni insorte durante l’intervento lo condussero alla morte all'età di 68 anni.
Nel novembre 2014 gli fu riconosciuto dalla federazione gallese, insieme ad altri compagni di squadra, il President’s Caps, ovvero la presenza internazionale per un incontro disputato a Cardiff contro il Canada nel 1971 e terminato 56-10.